# آن‌ها که به خانه‌ی من آمدند
 آن‌ها که به خانه من آمدند نام دومین رمان شمس لنگرودی می‌باشد که توسط نشر افق نخست در سال ۱۳۹۴ انتشار یافت.

## توضیحات بیشتر
این رمان حدیث نفس قشرهای روشنفکری مبتلا به جامعهٔ سنتی است. سنتی ریشه‌دار که به دست و پای درس‌خوانده و مکتب دیده یکسان می‌پیچد و به توهم و درماندگی گرفتارشان می‌کند. ابتدای داستان با این سطور شروع می‌شود: سه روز پس از انتشار کتاب «رژه بر خاک پوک»، زنگ در خانه‌ام به صدا درآمد. تازه از سر کار برگشته بودم و ساعت شش عصر در نشر چشمه با دوستی قرار ملاقات داشتم. چند روز بود باران می‌بارید و هوا تاریک تر از همیشه به نظر می‌رسید. دیرم شده بود، اما نمی‌توانستم از خواندن مطلبی که در هفته‌نامه کادح چاپ شده بود دل بکنم.